# Bartomeu Mulet Ramis
Mossèn Bartomeu Mulet Ramis (Sineu, 13 de setembre de 1917- 30 de març de 2008) fou un capellà, escriptor i historiador mallorquí.
Fou ordenat prevere en 1941 i l'enviaren de tot d'una al llogaret de Ruberts durant uns anys. El 1970 l'enviaren a la parròquia de Sineu. En vida, el comparaven amb un altre mossèn, Antoni Maria Alcover, per la seva entrega a la història.

## Obres
- "Estudi de la casa mallorquina"
- "Itinerari Cultural i Patrimonial de Sineu" amb Gaspar Valero Martí.
- "Història de Sineu" quatre toms redactats amb Ramon Rosselló i Vaquer i amb Josep Maria Salom. Editats per l'Ajuntament de Sineu durant la dècada dels anys 1980.
- "Els teixits de seda mallorquins" (1989)
- "Història dels carrers i places de Sineu".
- "Itinerari cultural i patrimonial per Sineu", una guia en coautoria amb Gaspar Valero i Ricardo Gago.
- "Monografia històrica sobre: Els 700 anys del mercat de Sineu" (2007) coautor amb Joan Sastre i Balaguer i Gaspar Valero Martí.
- "Monografia històrica sobre: Les possessions de Sineu. Història i patrimoni." (2010) coautor amb Joan Sastre i Balaguer i Gaspar Valero Martí.

L'any 2000 li concedien la Medalla d'Or del Consell Insular de Mallorca, al Teatre Principal de Palma. A més, ha estat guardonat amb la Prima d'Or, guardó que concedeix l'Ajuntament de Sineu, i el Títol de Fill Il·lustre de la Vila de Sineu a títol pòstum des de l'any 2009.